# Ред Булл (команда Формули-1)
Red Bull Racing (укр. Ред Бул Рейсінг) — автогоночна команда, що бере участь у чемпіонаті Формули-1. Заснована керівником концерну з виробництва енергетичних напоїв Red Bull — Дітріхом Матешицем. База команди розташована в Мілтон Кейнс, Велика Британія, але команда виступає під австрійською ліцензією. Командою керує Лорен Мекіс — власник команди Arden International, яка здобула дві перемоги в заліку пілотів і три в заліку команд у Міжнародній Формулі-3000, а в цей час виступає в серії GP2 та її підтримуючої категорії GP3.
Команда виграла 6 Кубків конструкторів у 2010, 2011, 2012, 2013, 2022 та у 2023 роках, і стала першою командою Формули-1 з австрійською ліцензію, якій вдалося виграти цей титул. Також Себастьян Феттель вигравав чемпіонські титули з Red Bull Racing з 2010 по 2013 роки (4 рази). Також Макс Ферстапен виграв 4 титули разом з Red Bull Racing у 2021, 2022, 2023 та 2024 роках. Загалом команда виграла 8 кубків водіїв та 6 кубків конструкторів.
У 2007-2018 роках команда використовувала двигуни Renault. А з 2019 по до 2021 включно постачальником двигунів для Red Bull Racing була Honda. З 2022 року постачальником двигунів є підрозділ RBPT — Red Bull Powertrains.
У 2018-2020 роках титульним спонсором команди була компанія Aston Martin, а команда називалася Aston Martin Red Bull Racing. З 2022 року титульним спонсором є компанія Oracle.

## Історія

### Походження

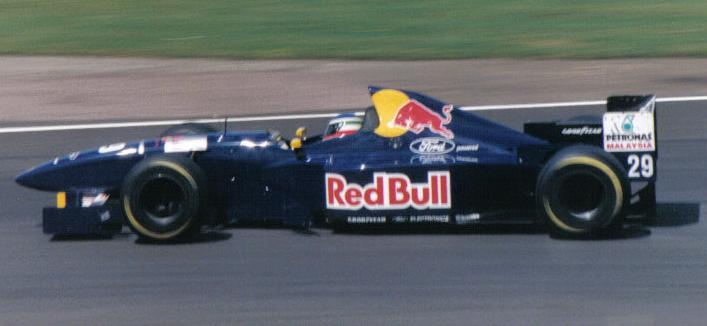
Перша участь Red Bull в Формулі-1 датується 1995 роком, коли компанія вперше спонсорувала команду Sauber.

Компанія Ford Motor заявила про вихід своєї команди Jaguar Racing з чемпіонату Формули-1 у вересні 2004 року. Рада директорів американської компанії втратила інтерес до формульної програми під торговою маркою Jaguar, через те, що вона практично не впливала на продажі компанії в Сполучених Штатах. За словами члена ради директорів Ford, шеф-директора Jaguar Річарда Перрі-Джонса, тих грошей, які автовиробник витрачав на формульну команду, не вистачало для підтримки команди на конкурентоспроможному рівні, і зважаючи на відсутність хороших результатів у гонках Гран-прі, у Ford ухвалили рішення закрити команду і вкладати гроші в збільшення обсягів продажів дорожніх машин. Також Ford виставив на продаж компанію Cosworth, яка постачала моторами в сезоні 2004 років команди Jaguar, Jordan і Minardi.
Red Bull, виробник енергетичних напоїв, підтвердив покупку Jaguar Racing в останній день подачі заявок на участь в сезоні 2005 — 15 листопада 2004 року. BBC Sport повідомив про те, що Ford продав команду за символічний один долар в обмін на зобов'язання інвестувати в команду 400 мільйонів доларів протягом наступних трьох сезонів. Команда продовжила використання моторів Cosworth, через брак часу на пошук інших варіантів.

### 2005

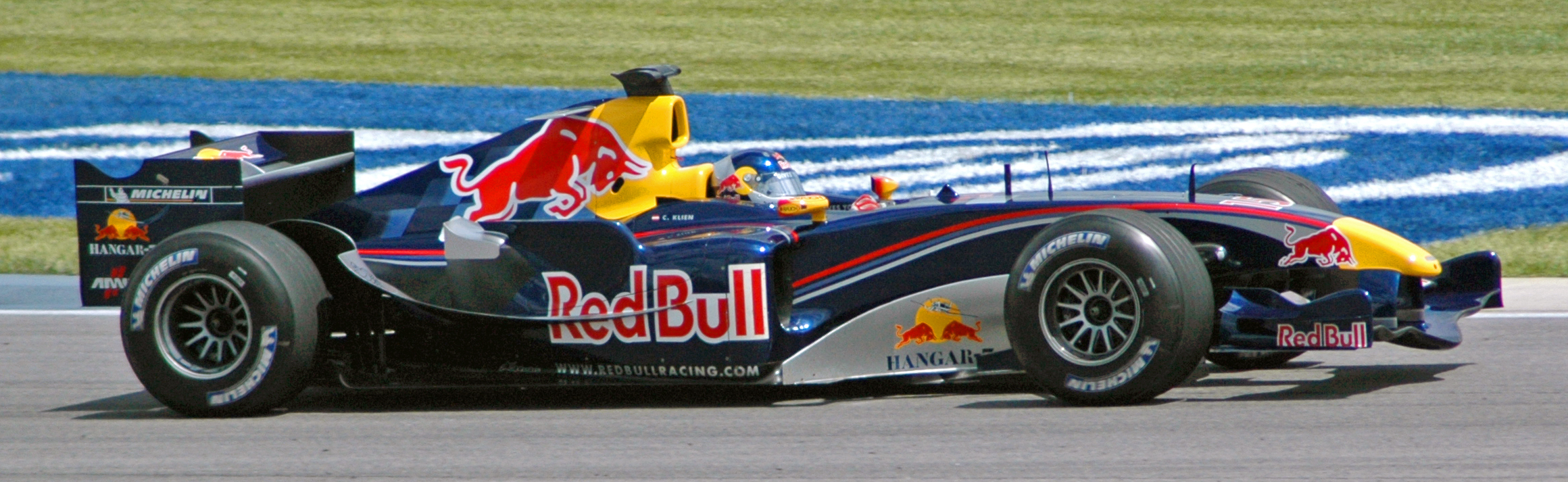
Крістіан Клін на кваліфікації перед Гран-прі США у 2005 році

Колишній пілот McLaren Девід Култхард був головною надією команди. Култхард був обраний через досвід, який був необхідний новій команді, крім того, на передсезонних тестах Култхард, на незнайомій машині, помітно випереджав молодих напарників. Другий болід Red Bull ділили між собою два пілоти програми підтримки: Крістіан Клін, який був пілотом Jaguar в 2004 році і Вітантоніо Ліуцці — чемпіон сезону 2004 Міжнародної Формули-3000. Спочатку повідомлялося, що Клін і Вітантоніо будуть заміняти один одного кожні чотири гонки, але Вітантоніо провів лише чотири Гран-прі Сан-Марино, Іспанії, Монако і Європи.
У перший рік Red Bull добилася більшого, ніж їх попередники — Jaguar Racing. Велику частину сезону вони були на шостій позиції кубка конструкторів, але програли команді BAR в кінці сезону. За свій єдиний рік команда набрала більше очок, ніж Jaguar за сезони 2003 і 2004.

### 2006

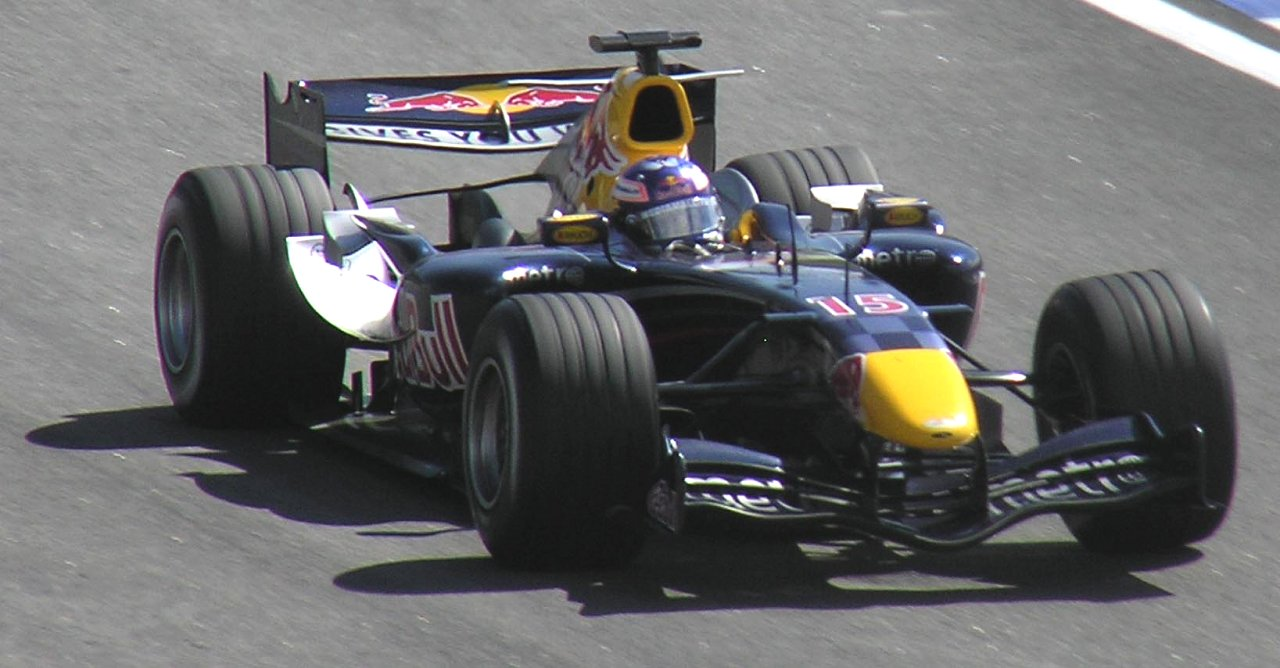
Роберт Дорнбос заміняв Кліна в останніх трьох гонках сезону 2006 року.

23 квітня 2005 роки команда оголосила про перехід на мотори Ferrari в 2006 році. Це збіглося зі зміною регламенту, що передбачає обов'язкове використання моторів V8, завдяки цьому Red Bull Racing і Ferrari використовували схожу специфікацію двигуна. Але Red Bull Racing продовжила використання шин Michelin, на відміну від Ferrari, яка використовувала Bridgestone.
15 грудня 2005 вперше на трасі з'явився Red Bull RB2 — другий болід в історії команди. Девід Култхард провів обкатку в британському Сільверстоуні, і визнав, що «нова машина виглядає дуже сексуально». На тестах на початку січня Red Bull переслідували проблеми з системою охолодження.
Команда знову завершила сезон на сьомому місці в кубку конструкторів, з шістнадцятьма очками, випереджаючи на п'ять очок команду Williams. 14 очок Девіда Култхарда дозволили йому зайняти тринадцяте місце в заліку пілотів, а звільнений Клин набрав лише два очки і був класифікований вісімнадцятим. Роберт Дорнбос очок не набирав.

### 2007

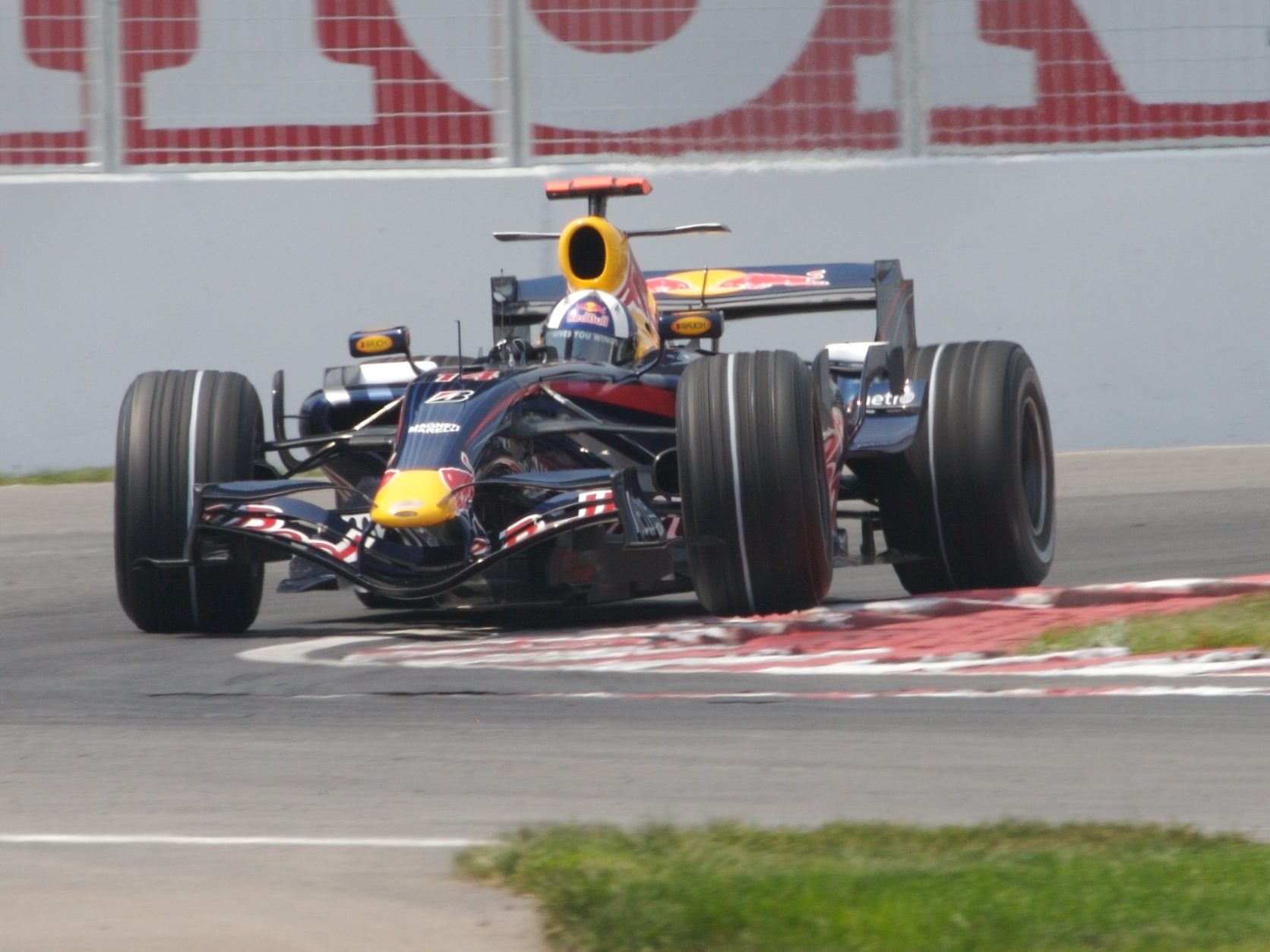
Девід Култхард на Гран-прі Канади 2007 року.

7 серпня 2006 було оголошено про підписання контракту з Марком Веббером, який став партнером Култхарда в сезоні-2007, замінивши Крістіана Кліна, який обірвав всі зв'язки з командою. Роберт Дорнбос залишився на місці запасного гонщика команди в 2007 році.
31 жовтня 2006 роки команда оголосила, що в сезоні 2007 року буде використовувати мотори Renault, а контракт з Ferrari перейшов другій команді Red Bull — Scuderia Toro Rosso. У 2007 відбувся дебют розробленого Едріаном Ньюї шасі — Red Bull RB3.
Незважаючи на гарний сьомий час в кваліфікації домашнього Гран-прі Австралії, Марк Веббер через проблеми зі збереженням швидкості в поворотах фінішував лише тринадцятим. А у Девіда Култхарда справи йшли ще гірше, він врізався в болід Williams Олександра Вурца і буквально перелетів через нього. Схожим чином пройшла гонка в Малайзії для Веббера, а Култхард зійшов через проблеми з гальмами. Однак в Бахрейні команді вдалося підтвердити свій темп, і до появи технічних проблем пілоти йшли сьомим і восьмим. На Гран-прі Іспанії Култхард приніс перші очки команди, незважаючи на проблеми з коробкою передач, а Веббера весь вікенд переслідували проблеми з гідравлікою.
17 липня 2007 року Red Bull Racing найняла Джеффа Вілліса, який став технічним директором команди.
На непередбачуваному і захоплюючому Гран-прі Європи пілотам супроводжувала удача, Марк Веббер вдруге в кар'єрі піднявся на подіум, завдяки фінішу на третій позиції. Култхард же фінішував на непоганий п'ятій позиції, особливо вражаючим фактом є те, що він стартував з двадцятого місця через те, що команда не випустила його на трасу вчасно для додаткового кола.
У Red Bull була сильна кінцівка сезону. Веббер був близький до перемоги в Японії, але потрапив в аварію через помилки Себастьяна Феттеля. А Култхард в тій же гонці фінішував четвертим.
На Гран-прі Китаю у Red Bull була найкраща кваліфікація в сезоні. Култхард стартував п'ятим, а Веббер дев'ятим, але вони не змогли реалізувати потенціал високих позицій і фінішували восьмим і десятим відповідно.

### 2008

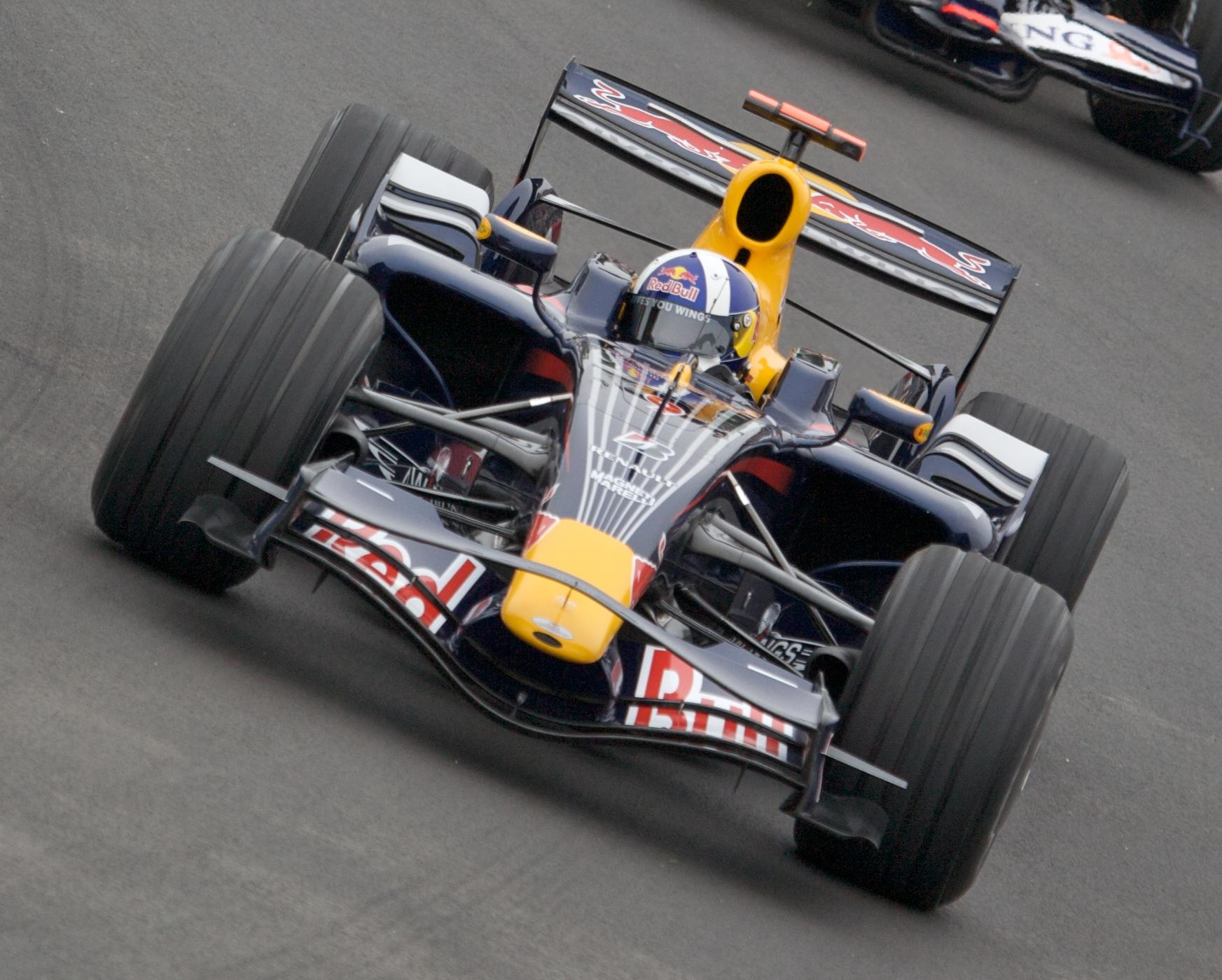
Девід Култхард управляє болідом Red Bull на Гран-прі Канади 2008 року.

Після сходу в першій гонці сезону у Веббера було п'ять фінішів в очковій зоні поспіль. Култхард слабо почав сезон і часто провалювався в кваліфікаціях (за винятком гонки в Австралії), але він зміг виправити стан справ в Канаді, принісши Red Bull перший подіум з часів Гран-прі Європи 2007 року. До середини сезону команда заробила 24 очка (стільки ж скільки і за весь сезон 2007 року) і боролася за четверте місце в кубку конструкторів з Toyota і Renault. Команда також змогла вирішити проблеми з надійністю болідів.
Однак з ходом сезону Red Bull не змогла підтримувати рівень виступів. В останніх десяти гонках пілоти Red Bull набрали лише п'ять очок, і їх перевершила навіть молодша команда Toro Rosso, а також італійська команда раніше домоглася своєї першої перемоги на Гран-прі Італії. Багато хто стверджує, що причиною була менша потужність моторів Renault в порівнянні з моторами Ferrari. Для сезону 2009 року Renault дозволили допрацювати мотори, для підвищення конкурентоспроможності.
Култхард оголосив про відхід після закінчення сезону з Формули-1 на Гран-прі Великої Британії і сподівався на хороший фініш в домашній гонці, але зійшов на першому колі, таке ж сталося з ним і в Бразилії, де він зійшов у другому повороті.

### 2009

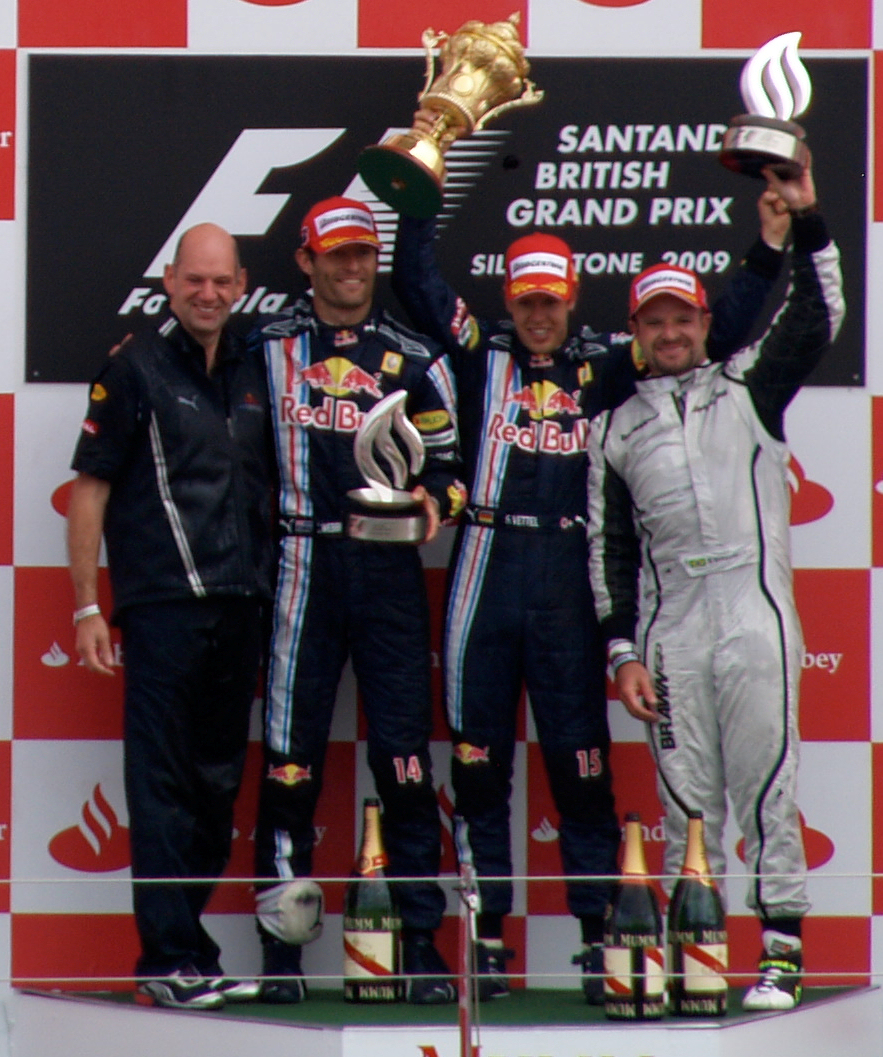
Дубль Red Bull у Великій Британії. Зліва направо: конструктор Едріан Ньюї, Марк Веббер (2-е місце), Себастьян Феттель (переможець) і Рубенс Барікелло з Brawn (3-е місце)

8 лютого 2009 року Red Bull Racing провела презентацію шасі RB5 віртуально за допомогою відео з тривимірним болідом, яке було озвучено Себастьяном Феттелем. А вживу презентація відбулася наступного дня. Команда завоювала свою першу в історії команди поул-позицію на Гран-прі Китаю 2009 року зі Себастьяном Феттелем, який проїхав всього-лише одне коло в третій частині кваліфікації. Марк Веббер стартував третім. Наступного дня над трасою пішов дощ, але це не завадило німцю перемогти, а Вебберу прийти другим. Перемога Феттеля стала першою в історії команди.
У наступній гонці в Бахрейні німець кваліфікувався третім, а в гонці фінішував другим, позаду Дженсона Баттона і набрав вісім очок.
В Іспанії Веббер і Феттель фінішували третім і четвертим відповідно, після старту з п'ятого і другого місця. На Гран-прі Туреччини пілоти Red Bull фінішували другим і третім. На Гран-прі Великої Британії автомобіль отримав суттєві оновлення і Себастьян Феттель виграв гонку, перервавши серію з чотирьох перемог Дженсона Баттона після Гран-прі Китаю. Команда фінішувала дублем на Гран-прі Німеччини, причому Веббер здобув свою першу перемогу, незважаючи на те, що йому довелося проїхати через піт-лейн через штраф. Друга перемога дісталася австралійцю на Гран-прі Бразилії. А для команди сезон завершився дублем на Гран-прі Абу-Дабі, але на цей раз Феттель випередив Веббера.

### 2010
На сезон 2010 року команда залишила в своєму складі Марка Веббера і Себастьяна Феттеля. А також продовжила контракт з Renault на поставку двигунів.
Шасі Red Bull RB6 виявилося найшвидшим в історії команди. За загальним визнанням, Едріан Ньюї створив найкращу машину 2010 року.
Проте, Red Bull втратили багато потенційних перемог через поламки техніки і тактичних помилок. У Бахрейні та Австралії поламка техніки вибила Феттеля з боротьби, в Китаї і в Канаді помилка з вибором гуми коштувала обом гонщикам подіуму, а в Валенсії Марк Веббер потрапив в серйозну аварію.

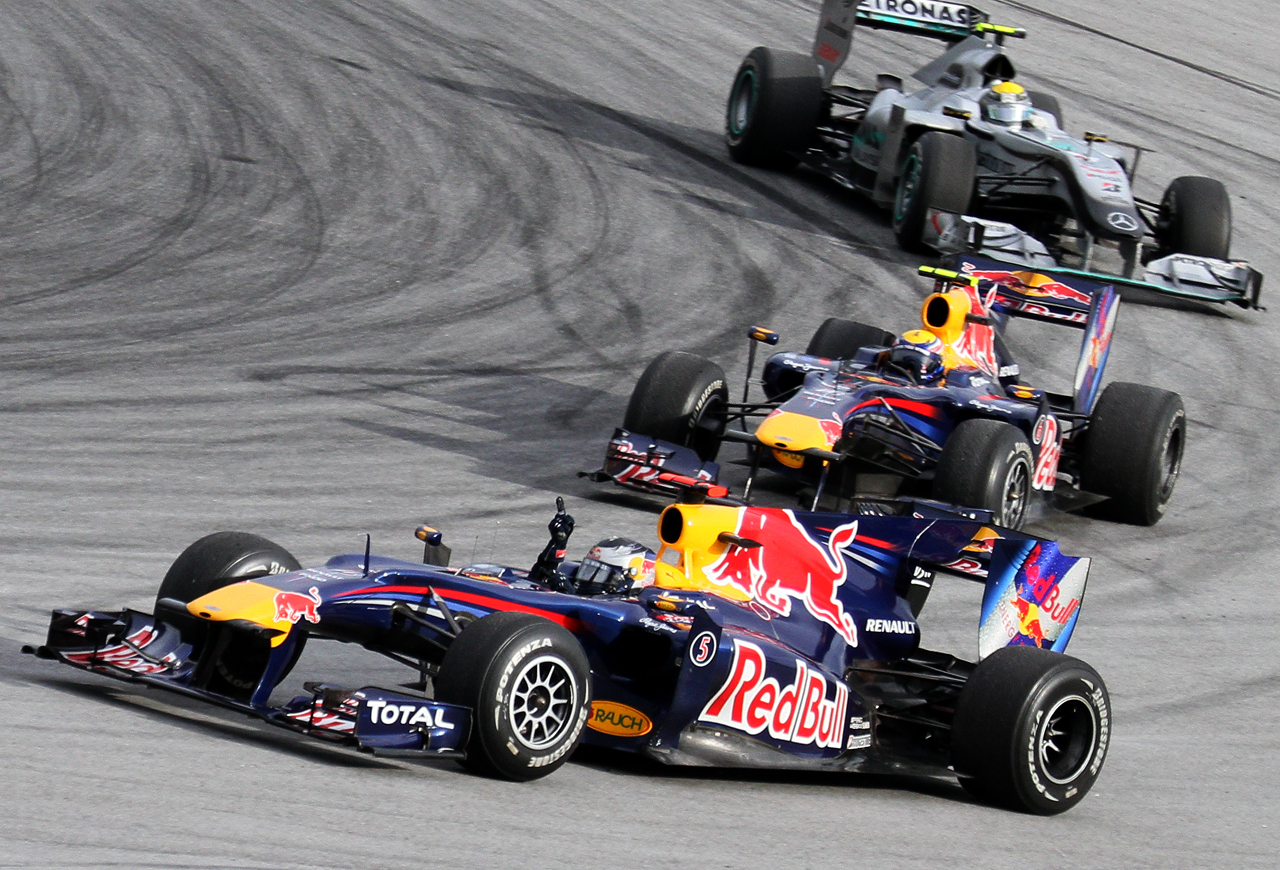
Переможний дубль Red Bull в Малайзії

Марк Веббер лідирував від старту до фінішу в Іспанії і Монако, а потім в Туреччині до свого першого піт-стопа, в результаті серія кіл лідирування тривала 647 км, на 11 км менше серії Кімі Райкконена в 2005-му.
У Red Bull з'ясували, що невиразні результати Феттеля в останніх гонках стали наслідком дефектів шасі, і підготували для нього нову машину до Гран-прі Туреччини. На кваліфікації перед Гран-прі Марк Веббер завоював третій поул поспіль. Себастьян Феттель в третій гонці поспіль поступився напарникові по команді.
Перед стартом у Марка і Себастьяна була рівна кількість очок, по 78. На старті Марк Веббер зберіг перевагу поула в першому повороті, Феттель випередив Хемільтона, але потім Льюїс повернув другу позицію. Лідери їхали в щільній групі. Після піт-стопів Марк повернувся на трасу лідером, машини Red Bull виявилися на двох перших позиціях після невеликої затримки Льюїса в боксах. Ситуація в лідируючій групі довго залишалася стабільною, поки на 40-му колі Феттель не наважився атакувати Веббера. З'ясувалося, що в той момент мотори на двох машинах Red Bull працювали в різному режимі. Пілоти стартували з рівною кількістю бензину, але на ранніх стадіях гонки Веббер витратив більше палива, ніж Феттель. Австралієць перевів двигун в режим економії, втративши в швидкості на прямих. Так як Феттелю вдалося заощадити кілограм палива, перебуваючи в повітряному мішку позаду суперників, у нього залишався в запасі ще один круг роботи двигуна в оптимальному режимі, і в команді не хотіли перемикати мотор в режим економії заздалегідь, оскільки Себастьяну потрібно було протистояти пресингу з боку Хемільтона.
Себастьян мав перевагу в максимальній швидкості на прямій і атакував по внутрішній траєкторії. Машини порівнялися. Марк відтіснив Себастьяна на брудну частину траси, залишивши йому мінімум місця, Феттель вийшов вперед, але занадто рано почав зміщуватися всередину, тоді як Марк залишався на своїй траєкторії. У 12-му повороті машини зіткнулися, контакт стався в районі заднього правого колеса машини Себастьяна, німець вибув з боротьби. Після інциденту Себастьян крутив пальцем біля скроні, і цей жест потрапив в об'єктиви телекамер. Марк вирушив в бокси для заміни носового обтічника (була пошкоджена торцева пластина переднього антикрила). Відрив від суперників був досить великий, і австралієць повернувся на трасу позаду гонщиків McLaren на третій позиції. На цьому місці він і фінішував.
Зіткнення Веббера і Феттеля викликало великий інтерес з боку ЗМІ, так як гонщики і боси Red Bull в своїх інтерв'ю давали різну картину того, що сталося, покладаючи велику частину провини на різних учасників аварії. Німецький пілот зізнався, що не вважає себе винуватцем інциденту. Відразу після гонки Марк заявив, що його напарник припустився помилки. Керівник команди Крістіан Горнер поклав провину за подію як на австралійця, так і на німця, тоді як консультант Гельмут Марко вважав винуватцем аварії Веббера. За словами Гельмута Марко, Веббер знав, що в той момент він їхав повільніше Феттеля, і тому повинен поступитися йому позицію. Заяви Гельмута Марко привели до появи в ЗМІ статей про фаворитизм.
У Німеччині виграний Феттелем поул не вдалося перетворити в перемогу. У підсумку німець задовольнявся третім місцем, а його напарник, провівши середню гонку, посів шосте місце.

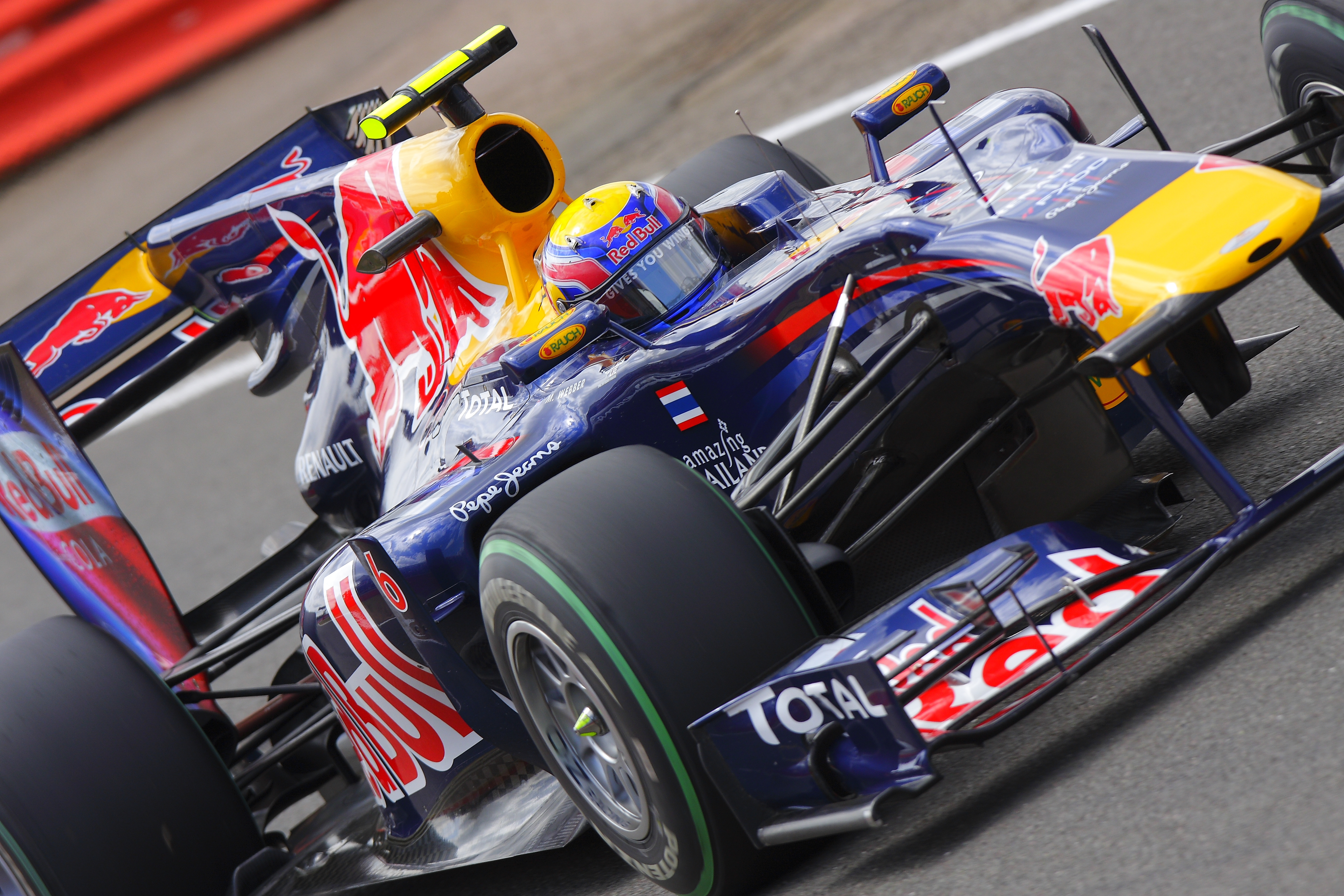
Марк Веббер у Великій Британії.

Наступне Гран-Прі Угорщини принесло пілотам «Ред Булл» подвійний подіум: виграв Веббер, третє місце у Феттеля.
Гран-прі Бельгії і Гран-прі Італії розглядалися як траси, на яких «Ред Булл» не зможе домінувати тому, що висока притискна сила RB6 не знадобиться, а головну роль гратимуть двигуни. Проте, кваліфікацію виграв Веббер, але в гонці, «проспав» старт, пропустив вперед Хемільтона («Макларен») і Кубіцу («Рено»). Австралійцю все ж вдалося відіграти позицію, і він посів друге місце. Феттель в ході гонки зіткнувся з Дженсоном Баттоном і був покараний проїздом по піт-лейн. Його результат: 15-е місце.
В Італії пілоти «Ред Булл» не потрапили на подіум, вони посіли четверте (Феттель) і шосте (Веббер) місця. У Сінгапурі команда знову домоглася подвійного подіуму: другим став Феттель, а третім — Веббер. Японське Гран-прі пройшло при абсолютному домінуванні пілотів «Ред Булл». В результаті німецький пілот виграв гонку, а австралієць зайняв друге місце.
Нове в календарі чемпіонату Гран-прі Кореї теж спочатку віщувало успіх гонщиків «Ред Булл»: за підсумками кваліфікації Феттель і Веббер зайняли перший ряд стартового поля. Але в гонці вже на 19-му колі зійшов Марк Веббер, а у Феттеля, який лідирував 46 кіл, загорівся мотор.
Завоювавши дубль в Бразилії, команда святкувала перемогу в Кубку Конструкторів.
Перед фінальною гонкою сезону, що проходила в Абу-Дабі, четверо гонщиків зберігали шанси на чемпіонський титул. Фернандо Алонсо займав 1 місце в загальному заліку, з перевагою у 8 очок над Марком Dеббером, Себастьян Феттель поступався іспанському гонщику Ferrari 15 очок, а Льюїс Хемільтон (McLaren) — 24.
У підсумку Алонсо не зміг більше піднятися досить високо, щоб стати чемпіоном світу. Для Феттеля гонка склалася набагато вдаліше, ніж для його конкурентів: він впевнено виграв гонку, а з нею і перший чемпіонський титул в своїй кар'єрі, ставши при цьому наймолодшим Чемпіоном світу в історії Формули-1. Також гонщик Red Bull став другим німцем, який виграв чемпіонат світу. Марк Веббер за підсумками сезону посів у підсумковій класифікації лише третє місце, поступившись напарнику по команді і Фернандо Алонсо.
Сезон 2010 року завершився подвійною перемогою Red Bull. Команда Red Bull повторила рекорд з 15-ти поул-позицій в сезоні, встановлений McLaren (1988, 1989) і Williams (1992, 1993). Крім того, Red Bull стала єдиною командою, обидва гонщики якої проходили в фінал кваліфікації в усіх Гран-прі сезону 2010 року.

### 2011
Болід RB7 був представлений громадськості 1 лютого, перед самим початком передсезонних тестів. Не можна сказати, що тести пройшли при абсолютному домінуванні «Ред Булл», однак багато експертів визнали, що справжню швидкість RB7 можна буде побачити тільки в ході перегонів.
Гонка в Бахрейні скасували через політичну кризу, і перша гонка пройшла в Австралії. Поул-позишн виграв Себастьян Феттель, його напарник Марк Веббер кваліфікувався третім. Гонка завершилася перемогою Феттеля і п'ятим місцем Веббера. В ході вікенду команда зіткнулася з проблемами в роботі KERS і виступала без нього.
Проблеми з KERS продовжилися і в Китаї. Поламка системи укупі з неправильним вибором гуми не дозволили Марку Уебберу пройти у другий сегмент кваліфікації. На відміну від австралійця, Себастьян Феттель завоював поул-позишн. Гонка завершилася перемогою Льюїса Хемілтона і подвійним подіумом «Ред Булл». Феттель став другим, а Веббер, зробивши феноменальний прорив з 18-го місця, фінішував третім.
Перед Гран-прі Туреччини стало відомо, що команда вирішила проблему з KERS. Результати вікенду стали вельми передбачуваними: поул і гонку виграв Феттель, а Веббер, борючись по ходу гонки з Фернандо Алонсо, зайняв друге місце. Це був перший дубль команди в 2011 році.
У Барселоні Себастьян Феттель досяг феноменального результату: чотири виграні гонки з п'яти. Але поул-позишн на цей раз дісталася його напарникові Марку Вебберу, який погано стартував і фінішував четвертим.
По ходу Гран-прі Монако команда допустила серйозну помилку на піт-стопі: після піт-стопа Себастьяна Феттеля в бокси несподівано заїхав Марк Веббер. Механіки довго готували новий комплект гуми, і австралієць повернувся на трасу тільки 14-м. Сам Веббер назвав причиною помилки збій радіозв'язку. Австралієць фінішував четвертим, встановивши найшвидше коло гонки, а німець вперше в кар'єрі виграв в Монако.
У Канаді команда добилася подвійного подіуму: Феттель — друге місце, Веббер — третє. На цей раз перемогу святкував Дженсон Баттон.
Перед Гран-прі Італії Red Bull і Renault Sport F1 офіційно підтвердили інформацію про продовження співпраці протягом 5-ти наступних сезонів, починаючи з 2012 року.
До Гран-прі Італії всі поул-позиції в сезоні 2011 року діставалися пілотам Red Bull, і багато хто вважав, що саме на трасі Монца у суперників з'явиться шанс перервати цю серію, так як характеристики траси традиційно не дуже підходили машинам австрійської команди: до 2011 року найкращим результатом Red Bull в Монці було 3 місце в кваліфікації (Марк Веббер, 2008 рік) і 4 місце на фініші (Себастьян Феттель, 2010 рік).
Незважаючи на подібні прогнози, Феттель показав найкращі результати в другій п'ятничної сесії і суботньому тренуванні. У фіналі кваліфікації Себастьян очолив протокол, однак, за його словами, допустив помилку на своєму швидкому колі, після чого в команді прийняли рішення проїхати ще один. Крім цього, в команді припускали, що на другому колі шини спрацюють краще. Розрахунок команди виправдався, на останніх секундах німецький гонщик поліпшив власний результат, завоювавши 10-ю в сезоні і 25-ю в кар'єрі поул-позицію з перевагою в півсекунди над Льюїсом Хемілтоном.
Марк Веббер програв напарникові близько 0,7 секунди і показав лише 5-й результат. Домогтися більшого не дозволили неполадки з системою KERS. Крім того, Веббер вибрав дещо іншу стратегію, відмінну від стратегії Феттеля, для фінальної сесії, і проїхав лише одне швидке коло, хоча після кваліфікації стало очевидно, що дві серії кіл були більш оптимальним варіантом. Однак тим самим австралійському гонщику вдалося заощадити комплект свіжих шин для перегонів.
Старт Гран-прі став не найвдалішим для команди: Себастьян Феттель пропустив на перше місце Алонсо, Марк Веббер також втратив кілька позицій. Феттель втримався на другому місці. На першому колі на трасу виїхав автомобіль безпеки: в першому повороті трапилася масова аварія за участю Петрова (Renault), Росберга (Mercedes), Баррікелло (Williams) і Вітантоніо (HRT).
Після рестарту перегонів, на п'ятому колі Феттель обігнав Алонсо в повороті Curva Grande і повернув лідерство. Марк Веббер також відразу після рестарту почав прориватися вгору. Гонщик обігнав Дженсона Баттона, а на шостому колі провів атаку на Ferrari Феліпе Масси. Марк прагнув зайняти в першому повороті зовнішній радіус, але Феліпе несподівано для гонщика Red Bull почав зміщуватися в його сторону. Машина Red Bull зачепила високу внутрішню частину поребрика, її підкинуло в повітря, що і призвело до контакту з Феліпе. В результаті контакту машина Марка отримала пошкодження. Веббер спробував втратити якомога менше часу, повертаючись в бокси для заміни переднього антикрила, але не знав, що зламане переднє крило застрягло під передньою частиною машини. На задній прямій антикрило потрапило під днище, після чого гонщик не впорався з керуванням. У Parabolica машина вилетіла з траси, і на цьому гонка для Марка Веббера закінчилася.
Після обгону Алонсо Феттель створив відрив, і до моменту перших піт-стопів лідируючих гонщиків його перевага над Алонсо, який їхав на другій позиції, зросла до десяти секунд, на 21-му гонщик Red Bull відвідав бокси і зміг зберегти лідерство. У фінальній фазі гонки Себастьян знизив обороти двигуна, навантаження на KERS і коробку передач, але, незважаючи на це, здобув 8-ю в сезоні і 18-ю в кар'єрі перемогу на трасі, де в 2008 році виграв свою першу гонку у Формулі-1 , виступаючи за Toro Rosso.

### 2012—2018
На сезон 2012 року команда залишила в своєму складі Марка Веббера і Себастьяна Феттеля з попередніх трьох років. З Веббером був підписаний однорічний контракт, а Феттель продовжував працювати на Ред Булл через багаторічну угоду, яка закінчувалася наприкінці 2014 року.
Феттель виграв чемпіонат Формули-1 2012 року третій раз поспіль, що робить його наймолодшим потрійним чемпіоном світу, перевершуючи Айртона Сенна.
Команда була перейменована на Infiniti Red Bull Racing для сезону 2013 після оголошення що премія автомобільна марка Infiniti стала їх партнером. Infiniti Red Bull продовжив працювати з водіями Себастьяном Феттелем і Марком Веббером п'ятий сезон поспіль. Як і у 2012 році, Веббер був підписаний на однорічний контракт, а Феттель продовжував виконувати свою нинішню багаторічну угоду.
Infiniti Red Bull почав сезон з пануючим чемпіоном світу Себастіаном Феттелем і Даніелем Ріккардо, який замінив Марка Веббера після того, як він оголосив у 2013 році, що він перейде до Porsche на чемпіонаті світу на сезон 2014 року.
Феттеля у сезоні 2015 року замінив російський пілот Данило Квят.

## Результати
В якості конструктора Red Bull Racing досягли наступного:
- Відсоток перемог у чемпіонатах конструкторів: 30%
- Відсоток перемог у чемпіонатах водіїв: 40%
- Відсоток виграшу: 30,5%

Жирним шрифтом виділено перемоги в чемпіонаті.
| Рік      | Назва                        | Шасі  | Двигун                          | Шини | №           | Пілоти                                         | Очки  | Місце |
| -------- | ---------------------------- | ----- | ------------------------------- | ---- | ----------- | ---------------------------------------------- | ----- | ----- |
| 2005     | Red Bull Racing              | RB1   | Cosworth TJ2005 3.0 V10         | M    | 14. 15.     | Девід Култгард Крістіан Клін Вітантоніо Ліуцці | 34    | 7     |
| 2006     | Red Bull Racing              | RB2   | Ferrari 056 2.4 V8              | M    | 14. 15.     | Девід Култгард Крістіан Клін Роберт Дорнбос    | 16    | 7     |
| 2007     | Red Bull Racing              | RB3   | Renault RS27 2.4 V8             | B    | 14. 15.     | Девід Култгард Марк Веббер                     | 24    | 5     |
| 2008     | Red Bull Racing              | RB4   | Renault RS27 2.4 V8             | B    | 9. 10.      | Девід Култгард Марк Веббер                     | 29    | 7     |
| 2009     | Red Bull Racing              | RB5   | Renault RS27 2.4 V8             | B    | 14. 15.     | Марк Веббер Себастьян Феттель                  | 153.5 | 2     |
| 2010     | Red Bull Racing              | RB6   | Renault RS27-2010 2.4 V8        | B    | 5. 6.       | Себастьян Феттель Марк Веббер                  | 498   | 1     |
| 2011     | Red Bull Racing              | RB7   | Renault RS27-2011 2.4 V8        | P    | 1. 2.       | Себастьян Феттель Марк Веббер                  | 650   | 1     |
| 2012     | Red Bull Racing              | RB8   | Renault RS27-2012 2.4 V8        | P    | 1. 2.       | Себастьян Феттель Марк Веббер                  | 460   | 1     |
| 2013     | Infiniti Red Bull Racing     | RB9   | Renault RS27-2013 2.4 V8        | P    | 1. 2.       | Себастьян Феттель Марк Веббер                  | 596   | 1     |
| 2014     | Infiniti Red Bull Racing     | RB10  | Renault Energy F1-2014 1.6 V6 t | P    | 1. 3.       | Себастьян Феттель Даніель Ріккардо             | 405   | 2     |
| 2015     | Infiniti Red Bull Racing     | RB11  | Renault Energy F1-2015 1.6 V6 t | P    | 3. 26.      | Даніель Ріккардо Даніїл Квят                   | 187   | 4     |
| 2016     | Red Bull Racing              | RB12  | TAG Heuer 1.6 V6 t              | P    | 3. 26. 33.  | Даніель Ріккардо Даніїл Квят Макс Ферстаппен   | 468   | 2     |
| 2017     | Red Bull Racing              | RB13  | TAG Heuer 1.6 V6 t              | P    | 3. 33.      | Даніель Ріккардо Макс Ферстаппен               | 368   | 3     |
| 2018     | Aston Martin Red Bull Racing | RB14  | TAG Heuer 1.6 V6 t              | P    | 3. 33.      | Даніель Ріккардо Макс Ферстаппен               | 419   | 3     |
| 2019     | Aston Martin Red Bull Racing | RB15  | Honda RA619H 1.6 V6 t           | P    | 10. 23. 33. | П'єр Гаслі Александр Албон Макс Ферстаппен     | 417   | 3     |
| 2020     | Aston Martin Red Bull Racing | RB16  | Honda RA620H 1.6 V6 t           | P    | 23. 33.     | Александр Албон Макс Ферстаппен                | 319   | 2     |
| 2021     | Red Bull Racing Honda        | RB16B | Honda RA621H 1.6 V6 t           | P    | 11. 33.     | Серхіо Перес Макс Ферстаппен                   | 585.5 | 2     |
| 2022     | Oracle Red Bull Racing       | RB18  | Red Bull RBPTH001 1.6 V6 t      | P    | 1. 11.      | Макс Ферстаппен Серхіо Перес                   | 759   | 1     |
| 2023     | Oracle Red Bull Racing       | RB19  | Honda RBPTH001 1.6 V6 t         | P    | 1. 11.      | Макс Ферстаппен Серхіо Перес                   | 860   | 1     |
| 2024     | Oracle Red Bull Racing       | RB20  | Honda RBPTH002 1.6 V6 t         | P    | 1. 11.      | Макс Ферстаппен Серхіо Перес                   | 589   | 3     |
| 2025     | Oracle Red Bull Racing       | RB21  | Honda RBPTH002 1.6 V6 t         | P    | 1. 22. 30.  | Макс Ферстаппен Юкі Цунода Ліам Ловсон         | 192*  | 4*    |
| Джерело: |                              |       |                                 |      |             |                                                |       |       |

* Сезон триває.